# Piemontesische Republik
Die Piemontesische Republik (italienisch Repubblica Piemontese) war eine durch französischen Revolutionsexport gegründete und am 10. Dezember 1798 ausgerufene italienische Tochterrepublik, gebildet aus dem ehemaligen Fürstentum Piemont (Teil des Königreiches Sardinien). Nach zwischenzeitlicher Auflösung während des Zweiten Koalitionskrieges im September 1799 wurde sie im Juni 1800 unter dem Namen Subalpinische Republik (italienisch Repubblica Subalpina) rekonstituiert und durch französische Annexion am 11. September 1802 abermals aufgelöst. Zur Zeit der französischen Vorherrschaft war für die Region auch die Bezeichnung Subalpines Gallien (Gaule Subalpine) gebräuchlich.

## Piemontesische Republik (1798–1799)
Die erfolgreiche Kanonade von Valmy erlaubte Frankreich seit dem Herbst 1792 ein offensives Vorgehen seiner Armeen im Ersten Koalitionskrieg. So rückten französische Truppen in den savoyischen Landesteil des Königreichs Sardinien ein, um ihn zu befreien und zu annektieren, nachdem ein Nationalkonvent das Volk Savoyens für souverän erklärt hatte. Ab 1794 drang Frankreich auch ins Piemont vor, wurde aber vorerst von Österreich zurückgeschlagen. Der siegreiche oberitalienische Feldzug von General Napoléon Bonaparte ab 1796 zwang den König von Sardinien zur Abtretung Savoyens und der Grafschaft Nizza an Frankreich. Zwar schlossen die zwei Staaten 1797 noch eine Allianz, doch veranlasste die bleibende Kriegsgefahr in Italien und die unsichere Lage der Cisalpinischen und Römischen Tochterrepublik Frankreich zu einer Ausdehnung seiner Macht; es zwang Sardinien im Vertrag von Cherasco zur Aufgabe Piemonts, das unter französische Militärverwaltung kam. Am 10. Dezember 1798 wurde in der Hauptstadt Turin die Piemontesische Republik ausgerufen, die gemäß französischem Vorbild eine Direktorialverfassung erhielt. Nach dem Beginn des Zweiten Koalitionskriegs im Frühling 1799 führte der französische Zusammenbruch in Italien zu einem schnellen Vormarsch österreichisch-russischer Truppen, die am 20. Juni 1799 Turin besetzten und die Piemontesische Republik auflösten. Der König von Sardinien kehrte zurück.

## Subalpinische Republik (1800–1802)
1800 gelang es der französischen Armee, nun wieder unter dem Oberkommando Napoléons, Italien zurückzuerobern (Alpenübergang beim Grossen St. Bernhard-Pass und Sieg bei Marengo). Am 20. Juni fiel Turin, der König von Sardinien wurde ein zweites Mal für abgesetzt erklärt und die Republik erneut ausgerufen; diesmal unter dem Namen Subalpinische Republik, die unter französischer Militärverwaltung stand und deren Heer in das Frankreichs eingegliedert wurde. Von April 1801 bis September 1802 übte eine provisorische Regierung die Amtsgehäfte aus, und am 11. September 1802 annektierte Frankreich seine Tochterrepublik im Rahmen der Neuordnung Italiens (Wiederherstellung des Königreichs Neapel und des Kirchenstaats, Verwandlung des Herzogtums Toskana ins Königreich Etrurien und der Cisalpinischen in die Italienische Republik). Piemont, Savoyen und Nizza wurden erst 1814/15 im Rahmen des Wiener Kongress nach dem Ende der napoleonischen Herrschaft aus Frankreich herausgelöst und mit dem restaurierten Königreich Sardinien wiedervereinigt.

## Bemerkungen

Flagge (Trikolore) der Subalpinischen Republik

- Die Namen Piemontesische Republik und Subalpinische Republik meinen im Grunde dasselbe. Piemont bedeutet wörtlich am Fuß des Berges, der Begriff subalpin wörtlich unterhalb (sinngemäß ebenfalls am Fuß) der Alpen. Die Subalpinische Republik rückte sprachlich aber näher an die benachbarte Cisalpinische Republik, was den Status beider als französische Tochterrepubliken bzw. oberitalienische Schwesterrepubliken verdeutlichte.
- Die Subalpinische Republik hatte nach dem Vorbild des französischen Frankens geprägte Münzen, auf denen sich ihre kommende Annexion sprachlich ankündigte. Prägungen von 1800/01 sind bereits französisch beschriftet und tragen auf der einen Seite die Formel „Liberté – Egalité“ (Freiheit – Gleichheit) mit dem Jahreshinweis „L’an 9“ (Jahr 9, gemäß französischem Revolutionskalender); auf der anderen Seite erscheinen die Allegorien der Francia und der Subalpina, umrahmt von der Inschrift „Gaule Subalpine“ („Gaule“ bedeutet Gallien, der antike Name Frankreichs). Zwar bezeichneten die Römer Oberitalien ebenfalls als „Gallia“, doch dürfte der territoriale Anspruch gleichwohl manifest gewesen sein.
- Die Subalpinische Republik führte am 9. Juli 1800 eine Nationalflagge ein. Die Farben wurden als rot/blau/gold beschrieben.
- Sardinien und Frankreich waren 1859 im Sardinischen Krieg gegen Österreich verbündet (Schlacht von Solferino). Frankreich gewann dabei die Lombardei und tauschte sie 1860 gegen Savoyen und Nizza ein, die es nun zum zweiten Mal und endgültig in sein Staatsgebiet eingliederte. Die französisch-oberitalienische Grenze ist seither fast unverändert geblieben (mit Ausnahme der Abtretung von Tende und der Vallée Étroite durch Italien als Ergebnis des Pariser Friedens vom 10. Februar 1947).